# Araneus rabiosulus
Araneus rabiosulus este o specie de păianjeni din genul Araneus, familia Araneidae. A fost descrisă pentru prima dată de Keyserling, 1887.
Este endemică în New South Wales. Conform Catalogue of Life specia Araneus rabiosulus nu are subspecii cunoscute.